# 趙東潤
趙 東潤（ちょう とうじゅん、1871年 - 1923年）は、李氏朝鮮末期の政治家、大韓帝国軍及び大日本帝国陸軍の軍人。本貫は豊壌趙氏。号は恵石（ヒェソク、혜석）。漢城出身。

## 生涯
光緒13年（1887年）に庭試文科に丙科で合格して以降は、摠禦営軍司馬をはじめとして、建陽2年（1897年）に大韓帝国軍参領昇進と同時に親衛第3隊長となり、元帥府軍務局長・陸軍法院長・陸軍武官学校校長・侍従武官長を務める等、武官としての職務を歴任した。
光武2年（1898年）6月2日、副領。同年11月6日、参将。光武3年（1899年）8月21日、副将。
光武8年（1904年）に勲二等太極章を授与され、翌年には大日本帝国陸軍を視察、日本政府から勲一等旭日大綬章を授与されて、日本と深い関わりを持つようになり、一進会にも加入した。
日韓併合条約締結後の隆熙4年（1910年）10月16日には、朝鮮貴族として男爵に列せられた。
併合以降は、尹徳栄等とともに李垠王世子と方子妃の婚約締結に尽力し、李太王の葬儀の際は副祭官を務めた。
大正9年（1920年）4月26日、勅令第118号が発せられた事により、「朝鮮軍人」の陸軍副将から大日本帝国陸軍中将に転じ、朝鮮軍司令部附。
晩年、趙男爵家は家政破綻の危機に陥った。当時の朝鮮軍司令官菊池慎之助は趙男爵家の境遇に深く同情し、朝鮮総督の斎藤実に相談して、財産整理委員が設けられた。

## 死後の評価
2002年に発表された親日派708人名簿と、2005年民族問題研究所で親日人名辞書に収録する為に整理した親日人名辞書収録予定者1次名簿に選定された。2007年に親日反民族行為真相糾明委員会が発表した「親日反民族行為195人名簿」にも選定されている。

## 栄典
- 1915年（大正4年）11月10日 - 大礼記念章[3]